# Martin Bartek
Martin Bartek (né le 17 juillet 1980 à Zvolen en Slovaquie) est un joueur de hockey sur glace. Il évoluait au poste d'ailier gauche.

## Biographie

### Carrière junior
Martin fait ses débuts en hockey sur glace avec le club de sa ville natale, Zvolen. En 1995-1996, il joue pour la formation des moins de 18 ans et des moins de 20 ans du HKM Zvolen.
Pour la saison suivante, il franchit l’Atlantique et dispute le Championnat des Hautes Écoles Canadiennes avec l’école de King’s-Edgehill. Au terme de la saison, il est sélectionné par les Huskies de Rouyn-Noranda en 7e position, lors du repêchage d’import de la Ligue canadienne de hockey.
En 1997-1998, il dispute une rencontre avec Zvolen en Extraliga Slovaque avant de se rapporter aux Huskies dans la Ligue de hockey junior majeur du Québec. Durant la saison, il est échangé une première fois à l’Océanic de Rimouski, puis une seconde fois aux Faucons de Sherbrooke. Au terme de la saison, il représente son pays au Championnat d’Europe junior des moins de 18 ans.
La saison suivante, il rentre en Slovaquie et dispute l’Extraliga avec Zvolen. Au terme de la saison, il prend part au Championnat du monde junior des moins de 20 ans et remporte la médaille de bronze.
Il dispute une dernière saison au niveau junior en 1999-2000, avec les Wildcats de Moncton dans la LHJMQ. Il a même l’honneur de disputer le match des étoiles de la ligue.

### Carrière professionnelle
Le 27 juin 1998, lors du Repêchage d’entrée dans la Ligue nationale de hockey à Buffalo, il est sélectionné par les Predators de Nashville en 202e position lors de la 8e ronde.
Lors de la saison 2000-2001, il joue pour le club école des Predators, les Admirals de Milwaukee dans la Ligue internationale de hockey. Après quatorze matchs, il n’a inscrit qu’un seul but et est prêté au Brass de La Nouvelle-Orléans en ECHL pour le reste de la saison et poursuivre son développement dans un championnat moins relevé et est nommé dans l’équipe des jeunes étoiles de l’ECHL.
En 2001-2002, il obtient sa chance avec les Admirals, disputant soixante-deux rencontres et comptabilisant vingt-deux points. Il dispute aussi deux rencontres d’ECHL avec le Cyclones de Cincinnati.
Il commence la saison suivante en République Tchèque avec le HC Zlín disputant dix rencontres pour eux dans l’Extraliga Tchèque. Il rejoint ensuite le Ice Pilots de Pensacola en ECHL pour y disputer dix-neuf rencontres, il est ensuite échangé aux Renegades de Richmond qui après cinq rencontres l’échange à nouveau aux Ice Gators de la Louisiane avec lesquels il dispute huit matchs de saison régulière et les séries éliminatoires.
Pour la saison 2003-2004, il rentre en Slovaquie et la dispute avec son club formateur, le HKm Zvolen. Il domine le championnat, en terminant meilleur buteur et meilleur au classement par points de la ligue et participe au match des étoiles contre la formation de l’Extraliga Tchèque.
Il commence la saison 2004-2005 avec le Lukko Rauma dans la  SM-liiga, mais après dix-sept matchs, il est écarté de la formation et revient en Slovaquie disputer la fin du championnat avec le HC Slovan Bratislava. Il finit champion avec ces derniers.
En 2005-2006, il s’engage avec le Metallourg Novokouznetsk, une équipe évoluant dans le championnat russe de Superliga. Après vingt-six matchs, il ne comptabilise que sept points et se voit remercier. Comme la saison précédente, il rentre en Slovaquie et dispute la fin du championnat sous les couleurs du HKm Zvolen.
Il commence la saison suivante sous les couleurs du EV Duisbourg dans la DEL, le championnat d’Allemagne. Il dispute pour eux trente-sept rencontres avant de se voir échanger au Leksands IF, un club évoluant dans le championnat de deuxième division suédois, l’HockeyAllsvenskan. Cette saison-là, il effectue aussi ces débuts avec la sélection nationale, en disputant un match amical contre l’Allemagne le 3 septembre 2006.
Lors de la saison 2007-2008, il s’engage avec l’ESC Moskitos Essen, un club évoluant dans le championnat Allemand de deuxième division, la DEL2. En cinquante rencontres, il inscrit quarante-quatre buts et cinquante-cinq passes, terminant meilleur buteur, meilleur passeur et meilleur compteur de la ligue avec vingt-quatre points d’avance sur son dauphin.
Pour la saison suivante, il s’engage avec les Huskies de Kassel, club nouvellement promu en DEL. En quarante-sept rencontres, il inscrit vingt-cinq buts et vingt-deux passes et obtient une invitation au match des étoiles de la ligue allemande.
En 2009-2010, il dispute à nouveau le championnat de DEL, mais sous les couleurs du Kölner Haie. En cinquante-quatre matchs, il maintient ses standards, comptabilisant vingt et un buts et vingt-cinq passes.
Lors de la saison 2010-2011, il s’engage avec le HC Pardubice en Extraliga Tchèque. Lors de cette saison, il va comptabiliser dix-neuf buts pour un total de quarante-neuf points, lui permettant d’obtenir le titre de meilleur étranger au classement par points. le HC Pardubice remporte la médaille de bronze du championnat. Il est également rappelé en sélection nationale avec laquelle il dispute la Deutschland Cup du 12 au 14 novembre 2010. Lors de la saison suivante, il dispute vingt-huit matchs et comptabilise vingt-trois points. Lors des séries éliminatoires, il marque huit buts et distribue quatorze passes, aidant Pardubice à remporter le championnat. Il dispute également le  Trophée européen, étant éliminé en quart de finale face au EC Red Bull Salzbourg. En 2012-2013, il dispute cinquante rencontres, comptabilisant quarante-quatre points, il remporte ainsi une seconde fois le titre de meilleur étranger au classement par points. Il dispute à nouveau le Trophée européen, comptant deux buts en deux rencontres. Durant cette saison, il dispute également quinze rencontres internationales et est retenu dans l’effectif disputant le Championnat du monde.
Lors de la saison 2013-2014, il s’engage avec le HC Bílí Tygři Liberec, évoluant toujours dans le championnat Tchèque. En quarante-huit rencontres, il comptabilise vingt-huit buts et dix-huit passes, lui permettant de remporter pour une troisième fois le titre de meilleur joueur étranger au classement par points. Il participe également au Trophée européen, comptabilisant trois points en huit rencontres. Il dispute également cinq rencontres internationales, ce sont ces dernières apparitions en équipe nationale Slovaque. Il commence la saison suivante avec le Bílí Tygři, mais est échangé après quarante-deux rencontres au HC Energie Karlovy Vary avec qui il va lutter contre la relégation.
En 2015-2016, il est dispute à nouveau le championnat pour Karlovy Vary et lutte à nouveau jusqu’à la fin du championnat pour le maintien du club en Extraliga.
Lors de la saison 2016-2017, il s’engage avec l’Eispiraten Crimmitschau, un club évoluant en DEL2. En quarante rencontres de saison régulière, il inscrit vingt-six points et inscrit encore treize points supplémentaires lors des rondes de relégations.
Pour la saison 2017-2018, il s’engage avec HC 07 Detva dans l’Extraliga Slovaque, mais se blesse après deux matchs. Il est opéré à la main en avril 2017 et met fin officiellement à sa carrière d’hockeyeur professionnel.

### Vie privée
Martin se marie en 2006, avec la Mannequin Maria Sándorová, ancienne Miss Slovaquie en 2004. Ils ont ensemble deux enfants : Mariah en 2007 et Maxim en 2010. Ils divorcent en 2017.

## Statistiques

### En club
| Saison    | Équipe                       | Ligue               |    | Saison régulière | Saison régulière | Saison régulière | Saison régulière | Saison régulière |    | Séries éliminatoires | Séries éliminatoires | Séries éliminatoires | Séries éliminatoires | Séries éliminatoires |
| Saison    | Équipe                       | Ligue               | PJ | B                | A                | Pts              | Pun              | PJ               | B  | A                    | Pts                  | Pun                  |                      |                      |
| 1995-1996 | HKm Zvolen M18               | Extraliga SK M18    | 50 | 74               | 41               | 115              | 84               |                  |    |                      |                      |                      |                      |                      |
| 1995-1996 | HKm Zvolen M20               | Extraliga SK M20    | 2  | 0                | 0                | 0                | 6                |                  |    |                      |                      |                      |                      |                      |
| 1996-1997 | King’s-Edgehill              | CHEC                | 35 | 45               | 40               | 85               | 32               |                  |    |                      |                      |                      |                      |                      |
| 1997-1998 | HKm Zvolen M20               | Extraliga SK M20    | 1  | 0                | 0                | 0                | 1                |                  |    |                      |                      |                      |                      |                      |
| 1997-1998 | HKm Zvolen                   | Extraliga SK        | 1  | 0                | 0                | 0                | 0                |                  |    |                      |                      |                      |                      |                      |
| 1997-1998 | Huskies de Rouyn-Noranda     | LHJMQ               | 28 | 9                | 19               | 28               | 12               |                  |    |                      |                      |                      |                      |                      |
| 1997-1998 | Océanic de Rimouski          | LHJMQ               | 13 | 3                | 4                | 7                | 6                |                  |    |                      |                      |                      |                      |                      |
| 1997-1998 | Faucons de Sherbrooke        | LHJMQ               | 25 | 11               | 12               | 23               | 38               |                  |    |                      |                      |                      |                      |                      |
| 1998-1999 | HKm Zvolen M20               | Extraliga SK M20    | 24 | 19               | 23               | 42               | 150              |                  |    |                      |                      |                      |                      |                      |
| 1998-1999 | HKm Zvolen B                 | 1.liga              | 2  | 1                | 0                | 1                | 2                |                  |    |                      |                      |                      |                      |                      |
| 1998-1999 | HKm Zvolen                   | Extraliga SK        | 30 | 11               | 8                | 19               | 18               |                  |    |                      |                      |                      |                      |                      |
| 1999-2000 | Wildcats de Moncton          | LHJMQ               | 69 | 32               | 44               | 76               | 36               | 16               | 10 | 13                   | 23                   | 24                   |                      |                      |
| 2000-2001 | Admirals de Milwaukee        | LIH                 | 14 | 1                | 0                | 1                | 2                |                  |    |                      |                      |                      |                      |                      |
| 2000-2001 | Brass de La Nouvelle-Orléans | ECHL                | 51 | 30               | 33               | 63               | 16               | 8                | 5  | 4                    | 9                    | 4                    |                      |                      |
| 2001-2002 | Admirals de Milwaukee        | LAH                 | 62 | 14               | 8                | 22               | 25               | -                | -  | -                    | -                    | -                    |                      |                      |
| 2001-2002 | Cyclones de Cincinnati       | ECHL                | 2  | 2                | 2                | 4                | 0                |                  |    |                      |                      |                      |                      |                      |
| 2002-2003 | HC Zlín                      | Extraliga CZ        | 10 | 1                | 1                | 2                | 6                |                  |    |                      |                      |                      |                      |                      |
| 2002-2003 | Ice Pilots de Pensacola      | ECHL                | 19 | 10               | 11               | 21               | 26               |                  |    |                      |                      |                      |                      |                      |
| 2002-2003 | Renegades de Richmond        | ECHL                | 5  | 3                | 1                | 4                | 4                |                  |    |                      |                      |                      |                      |                      |
| 2002-2003 | Ice Gators de la Louisiane   | ECHL                | 8  | 4                | 7                | 11               | 6                | 6                | 1  | 3                    | 4                    | 4                    |                      |                      |
| 2003-2004 | HKm Zvolen                   | Extraliga SK        | 49 | 38               | 36               | 74               | 36               | 16               | 8  | 16                   | 24                   | 28                   |                      |                      |
| 2004-2005 | Lukko Rauma                  | SM-liiga            | 17 | 5                | 6                | 11               | 8                |                  |    |                      |                      |                      |                      |                      |
| 2004-2005 | HC Slovan Bratislava         | Extraliga SK        | 30 | 13               | 21               | 34               | 20               | 14               | 5  | 6                    | 11                   | 24                   |                      |                      |
| 2005-2006 | Metallourg Novokouznetsk     | Superliga           | 26 | 2                | 5                | 7                | 16               |                  |    |                      |                      |                      |                      |                      |
| 2005-2006 | HKm Zvolen                   | Extraliga SK        | 13 | 7                | 11               | 18               | 8                | 4                | 1  | 2                    | 3                    | 8                    |                      |                      |
| 2006-2007 | EV Duisbourg                 | DEL                 | 37 | 10               | 16               | 26               | 22               |                  |    |                      |                      |                      |                      |                      |
| 2006-2007 | Leksands IF                  | HockeyAllsvenskan   | 5  | 6                | 4                | 10               | 2                | 10               | 4  | 4                    | 8                    | 4                    |                      |                      |
| 2007-2008 | ESC Moskitos Essen           | DEL2                | 50 | 44               | 55               | 99               | 28               | 6                | 4  | 9                    | 13                   | 8                    |                      |                      |
| 2008-2009 | Huskies de Kassel            | DEL                 | 47 | 25               | 22               | 47               | 24               |                  |    |                      |                      |                      |                      |                      |
| 2008-2009 | Huskies de Kassel            | Coupe d’Allemagne   | 2  | 1                | 1                | 2                | 0                |                  |    |                      |                      |                      |                      |                      |
| 2009-2010 | Kölner Haie                  | DEL                 | 54 | 21               | 25               | 46               | 12               |                  |    |                      |                      |                      |                      |                      |
| 2010-2011 | HC Pardubice                 | Extraliga CZ        | 52 | 19               | 30               | 49               | 12               | 9                | 3  | 1                    | 4                    | 6                    |                      |                      |
| 2011-2012 | HC Pardubice                 | Extraliga CZ        | 28 | 11               | 12               | 23               | 12               | 19               | 8  | 14                   | 22                   | 10                   |                      |                      |
| 2011-2012 | HC Pardubice                 | Trophée européen    | 7  | 3                | 7                | 10               | 14               | 1                | 0  | 0                    | 0                    | 0                    |                      |                      |
| 2012-2013 | HC Pardubice                 | Extraliga CZ        | 50 | 24               | 20               | 44               | 16               | 5                | 1  | 1                    | 2                    | 2                    |                      |                      |
| 2012-2013 | HC Pardubice                 | Trophée européen    | 2  | 2                | 0                | 2                | 0                |                  |    |                      |                      |                      |                      |                      |
| 2013-2014 | HC Bílí Tygři Liberec        | Extraliga CZ        | 48 | 28               | 18               | 46               | 53               | 3                | 0  | 1                    | 1                    | 2                    |                      |                      |
| 2013-2014 | HC Bílí Tygři Liberec        | Trophée européen    | 8  | 1                | 2                | 3                | 2                |                  |    |                      |                      |                      |                      |                      |
| 2014-2015 | HC Bílí Tygři Liberec        | Extraliga CZ        | 42 | 11               | 11               | 22               | 39               |                  |    |                      |                      |                      |                      |                      |
| 2014-2015 | HC Bílí Tygři Liberec        | Ligue des champions | 6  | 2                | 2                | 4                | 4                |                  |    |                      |                      |                      |                      |                      |
| 2014-2015 | HC Energie Karlovy Vary      | Extraliga CZ        | 9  | 5                | 2                | 7                | 0                | 6                | 6  | 1                    | 7                    | 4                    |                      |                      |
| 2015-2016 | HC Energie Karlovy Vary      | Extraliga CZ        | 38 | 13               | 9                | 22               | 39               | 8                | 1  | 1                    | 2                    | 4                    |                      |                      |
| 2016-2017 | Eispiraten Crimmitschau      | DEL2                | 40 | 11               | 15               | 26               | 60               | 11               | 4  | 9                    | 13                   | 10                   |                      |                      |
| 2017-2018 | HC 07 Detva                  | Extraliga SK        | 2  | 0                | 0                | 0                | 0                | -                | -  | -                    | -                    | -                    |                      |                      |

### En équipe nationale
| Année     | Équipe    | Compétition                 |    | PJ | B | A | Pts | Pun                |  | Résultat |
| 1998      | Slovaquie | Championnat d'Europe junior | 6  | 1  | 5 | 6 | 20  | 6e place           |  |          |
| 1999      | Slovaquie | Championnat du monde junior | 6  | 1  | 0 | 1 | 4   | Médaille de bronze |  |          |
| 2006-2007 | Slovaquie | Match Amical                | 1  | 0  | 0 | 0 | 0   |                    |  |          |
| 2010-2011 | Slovaquie | Deutschland Cup             | 3  | 0  | 0 | 0 | 0   | 4e place           |  |          |
| 2012-2013 | Slovaquie | Matchs Amicaux              | 15 | 3  | 2 | 5 | 2   |                    |  |          |
| 2013      | Slovaquie | Championnat du monde        | 8  | 1  | 0 | 1 | 0   | 8e place           |  |          |
| 2013-2014 | Slovaquie | Matchs Amicaux              | 5  | 0  | 1 | 1 | 0   |                    |  |          |

## Transactions
- Le 4 décembre 1997, il est échangé par les Huskies de Rouyn-Noranda à l’Océanic de Rimouski, en retour de Denis Boily[5].
- Le 16 janvier 1998, il est échangé par l’Océanic aux Faucons de Sherbrooke, en retour d’un choix de 3e ronde et d’un choix de 6e ronde au repêchage de la LHJMQ 1998[5].
- Le 20 décembre 2002, il s’engage avec les Ice Pilots de Pensacola, pour une saison[15].
- Le 30 janvier 2003, il est échangé par les Ice Pilots, en compagnie de Josh Harrold, aux Renegades de Richmond. En retour Pensacola acquiert Jamie Herrington et Kerry Ellis-Toddington[16].
- Le 19 février 2003, il est échangé par les Renegades, en compagnie de Milt Mastad, aux Ice Gators de la Louisiane. En retour les Renegades acquièrent Daniel Goneau et Branislav Kvetan[17].
- Le 12 mai 2004, il s’engage avec le Lukko Rauma[18].
- Le 16 décembre 2005, après avoir vu son contrat dénoncé par le Metallourg Novokouznetsk, il s’engage avec le HKm Zvolen[19].
- Le 2 mai 2006, il s’engage avec l’EV Duisbourg[20].
- Le 29 janvier 2007, malgré un contrat en cours avec Duisbourg, il est libéré et peut s’engager avec Leksands IF[21].
- Le 20 juillet 2007, il signe un contrat avec l’ESC Moskitos Essen[22].
- Le 29 avril 2008, les Huskies de Kassel l’engage[23].
- Le 2 mars 2009, il signe un contrat avec les Kölner Haie[24].
- Le 20 juillet 2010, il accepte une offre d’un an avec le HC Pardubice[25].
- Le 27 mai 2011, il prolonge son contrat avec Pardubice[26].
- Le 1er mai 2013, il ratifie un contrat avec le HC Bílí Tygři Liberec[27].
- Le 2 février 2015, il s’engage avec le HC Energie Karlovy Vary[28].
- Le 15 avril 2015, il prolonge avec Karlovy Vary[29].
- Le 1er octobre 2015, il placé dans l’équipe réserve de Karlovy Vary en vue d’être échangé[30].
- Le 2 novembre 2015, il réintègre l’équipe première de Karlovy Vary[31].
- Le 11 octobre 2016, il s’engage avec les Eispiraten Crimmitschau[32].
- Le 6 octobre 2017, il signe un contrat avec le HC 07 Detva[33].

## Récompenses
- CMJ -20
  - 1998-1999 : Médaillé de Bronze[34]

- ECHL
  - 2000-20001 : Nommé dans l’équipe des jeunes étoiles de la ligue[35]

- Extraliga Slovaque
  - 2003-2004 : Participation au match des étoiles contre les meilleurs joueurs de l’Extraliga Tchèque[36]
  - 2003-2004 : Nommé dans l’équipe d’étoiles de la ligue[37]
  - 2003-2004 : Meilleur buteur de la saison régulière[38]
  - 2003-2004 : Remporte le classement par points de la saison régulière[39]
  - 2003-2004 : Meilleur buteur des séries éliminatoires[40]
  - 2003-2004 : Meilleur passeur des séries éliminatoires[41]
  - 2003-2004 : Remporte le classement par points des séries éliminatoires[42]
  - 2004-2005 : Remporte le championnat avec le HC Slovan Bratislava[43]

- DEL2
  - 2007-2008 : Meilleur passeur du championnat[44]
  - 2007-2008 : Meilleur buteur du championnat[45]
  - 2007-2008 : Remporte le classement par points[46]

- DEL
  - 2008-2009 : Participation au match des étoiles de la ligue[47]

- Extraliga Tchèque
  - 2010-2011 : Joueur étranger ayant inscrit le plus de points[48]
  - 2010-2011 : termine 3e du championnat avec le HC Eaton Pardubice[49]
  - 2011-2012 : Remporte le championnat avec le HC Pardubice[50]
  - 2011-2012 : Meilleur buteur des séries éliminatoires[49]
  - 2012-2013 : Joueur étranger ayant inscrit le plus de points[48]
  - 2013-2014 : Joueur étranger ayant inscrit le plus de points[48]